# Elecciones generales de Paraguay de 1963
Las elecciones generales de Paraguay de 1963 tuvieron lugar el domingo 10 de febrero del mencionado año, con el objetivo de renovar la presidencia de la República para el período 1963-1968, así como los 60 escaños de la Cámara de Representantes. Se realizaron en el marco de la dictadura de Alfredo Stroessner (1954-1989), luego de una serie de reformas políticas implementadas por el régimen para aumentar lo más posible su legitimidad institucional.
Entre 1961 y 1962, el gobierno de Stroessner legalizó nominalmente los partidos políticos opositores, siendo que la Asociación Nacional Republicana - Partido Colorado (ANR-PC) gobernaba como partido único desde 1947, y además se impuso el sufragio femenino, siendo esta la primera ocasión en la historia paraguaya en que las mujeres podrían ejercer su derecho a voto. La principal fuerza opositora al gobierno, el Partido Liberal, sufrió profundas divisiones sobre sí participar o no en las elecciones, considerando que estas serían fraudulentas por falta de un padrón electoral depurado. Finalmente, un sector del liberalismo, el Movimiento Renovación (MR), presentó la candidatura presidencial de Ernesto Gavilán.
Posibilitado para presentarse a un tercer mandato (que sería su segundo período presidencial completo), Stroessner resultó reelegido con el 92.26% de los votos, contra el 7.74% de Gavilán. El sistema de lista incompleta implementado para la Cámara de Representantes dio a la ANR-PC automáticamente dos tercios del legislativo (cuarenta escaños) y otros veinte al Movimiento Renovación. La oposición exiliada desreconoció los resultados y afirmó que la elección misma constituía una farsa. Stroessner asumió su tercer mandato el 15 de agosto.

## Antecedentes
Hacia fines de la década de 1950, el régimen de Alfredo Stroessner había logrado consolidar una calma política muy extraña para la inestabilidad continua que vivía el país desde hacía varias décadas. Sin embargo, para 1959 comenzaron a surgir fricciones dentro del gobernante Partido Colorado. A principios de ese mismo año, un grupo juvenil interno opositor a Stroessner, el Movimiento Popular Colorado (MOPOCO), ganó las elecciones internas del Comité Central de la Juventud Colorada. El 12 de marzo, el MOPOCO publicó un manifiesto que se conocería como "la Nota de los 17" exigiendo a Stroessner el levantamiento del estado de sitio, la legalización de los partidos opositores y el llamado a elecciones libres. Unos pocos días después, el MOPOCO fue expulsado del Partido Colorado, y sus dirigentes perseguidos y obligados a partir al exilio. En medio de la ola de violencia desatada, Stroessner disolvió unilateralmente la Cámara de Diputados, convocando a una nueva elección en la que solo participaron candidatos de su facción de la ANR-PC, obteniendo la totalidad de los escaños. A partir de entonces, desde el exilio en países limítrofes, varios dirigentes fundarían partidos de "Resistencia Colorada", que denunciaban al gobierno de Stroessner como corrupto, autoritario y ajeno a los principios primarios del coloradismo.
Presionado no solo por un creciente sector interno de su partido, sino también por la administración estadounidense de John F. Kennedy, uno de los principales aliados internacionales del régimen, Stroessner inició la década de 1960 con tímidos pasos hacia una apertura política. Intentó negociar con el ilegalizado Partido Liberal (partido hegemónico entre 1904 y 1947 y rival histórico del coloradismo), la posibilidad de que se restaurase su personería jurídica para poder presentarse a elecciones. El liberalismo se dividió con respecto a la propuesta. Un sector, denominado renovador estaba dispuesto a presentarse a las elecciones a cambio de ciertas concesiones, como una representación legislativa garantizada, bajo el alegato de que les sería útil para transmitir al pueblo paraguayo sus intenciones de cambiar el sistema político. El otro sector, denominado radical, se oponía a cualquier acuerdo con el gobierno de Stroessner, consideraba al sector renovador como "colaboracionista". Debido al quiebre, el sector renovador se presentó a las elecciones como "Movimiento Renovación", en medio de una disputa legal por el nombre "Partido Liberal".

## Sistema electoral
Las elecciones se realizaron en el marco de la constitución de 1940, aunque esta estaba parcialmente suspendida por un estado de sitio permanente, impuesto en 1954 y renovado cada noventa días. Bajo la ley electoral de reciente aprobación, se establecía que el presidente de la República sería electo por voto popular, directo y secreto por simple mayoría de votos para un mandato de cinco años, con posibilidad de una sola reelección inmediata. El Congreso de la República era unicameral, compuesto por una Cámara de Diputados elegida al mismo tiempo que la presidencia por un sistema de lista incompleta, con 40 escaños (dos tercios) para el partido más votado, y el tercio restante se distribuiría proporcionalmente entre el resto de los partidos contendientes. Si solo dos partidos participaban en la elección, los 20 escaños de representación opositora corresponderían al que quedase en segundo puesto independientemente del porcentaje de votos que recibiera.

## Campaña
La campaña electoral tuvo lugar bajo el estado de sitio y este solo se levantaría veinticuatro horas durante los comicios. Stroessner intentó representar la autorización de la candidatura de Gavilán, así como el nuevo sistema de lista incompleta como un retorno a una democracia pluralista y al tradicional bipartidismo liberal-colorado, aunque en un marco de hegemonía de la ANR-PC. Los liberales radicales, así como el izquierdista Partido Revolucionario Febrerista (PRF), llamaron a sus partidarios a votar en blanco, denunciando que, al no haberse aceptado su exigencia de un padrón electoral depurado y condiciones de campaña mínimas, la elección no sería ni remotamente libre y justa. El Movimiento Renovación encabezado por Gavilán obtuvo varios privilegios por haber accedido a cooperar con la dictadura: podría publicar un semanario propio; estaría autorizado a realizar reuniones públicas, siempre y cuando fueran en recintos cerrados, ya que las manifestaciones estaban prohibidas por el estado de sitio; y gozaría de un acceso limitado a la radio, hasta entonces única participación permitida de cualquier tipo de oposición en los medios de comunicación estatales.
En el último tramo de la campaña electoral, el clima político del país comenzó a tensarse y las autoridades paraguayas reforzaron los controles fronterizos con Argentina y Brasil, bajo la sospecha de que fuerzas guerrilleras de izquierda intentarían ingresar al territorio paraguayo para desestabilizar el proceso electoral. Dos días antes de las elecciones, el Comité Paraguayo Pro Autodeterminación de los Pueblos, un grupo opositor exiliado en Buenos Aires, emitió una declaración condenando las elecciones, denunciando que se estaba obligando al pueblo paraguayo a votar en un acto político sin ninguna clase de garantía, con casi toda la "oposición real" exiliada, sin la ley de amnistía que exigían los principales opositores para poder regresar en tranquilidad, y bajo un estado de intimidación masiva, afirmando que no reconocerían a ningún gobierno que saliera de dicho acto.

## Resultados

### Presidente
|  | 92.26 % |

|  | 7.74 % |

|  | 98.20 % |

|  | 1.80 % |

|  | 100.00 % |

|  | 85.12 % |

### Cámara de Diputados
|  | 92.26 % |

|  | 7.74 % |

|  | 98.20 % |

|  | 1.80 % |

|  | 100.00 % |

|  | 85.12 % |

## Consecuencias
Después de las elecciones, el sector stronissta del coloradismo se vio reforzado, y la presencia de los diputados liberales renovadores pareció acallar momentáneamente las quejas de la oposición. Poco tiempo después, el sector radical del partido aceptó legalizarse bajo el nombre "Partido Liberal Radical", mientras que el Movimiento Renovación obtuvo el privilegio de obtener el monopolio del nombre "Partido Liberal", como una suerte de recompensa por haber participado en la elección.